# ديف ميجور
ديف ميجور (بالإنجليزية: Dave Major) هو لاعب كرة قدم أمريكية لعب كظهير هجومي لفريق ميشيغان وولفرينز لكرة القدم الأمريكية في عامي 1943 و1944.
كان ميجور طالبًا في جامعة ميشيغان وتخرج في عام 1945 بدرجة بكالوريوس في الأعمال.